# Подпорожье (станция)
Подпоро́жье — грузо-пассажирская железнодорожная станция Октябрьской железной дороги. Расположена в городе Подпорожье Ленинградской области.

## Дальнее сообщение
| Круглогодичное обращение поездов | Круглогодичное обращение поездов | Круглогодичное обращение поездов | Круглогодичное обращение поездов |
| № поезда                         | Маршрут движения                 | № поезда                         | Маршрут движения                 |
| -------------------------------- | -------------------------------- | -------------------------------- | -------------------------------- |
| 11                               | Петрозаводск — Санкт-Петербург   | 12                               | Санкт-Петербург — Петрозаводск   |
| 15 "Арктика"                     | Мурманск — Москва                | 16 "Арктика"                     | Москва — Мурманск                |
| 17 "Карелия"                     | Петрозаводск — Москва            | 18 "Карелия"                     | Москва — Петрозаводск            |
| 21                               | Мурманск — Санкт-Петербург       | 22                               | Санкт-Петербург — Мурманск       |
| 65                               | Мурманск — Минск                 | 66                               | Минск — Мурманск                 |
| 91                               | Мурманск — Москва                | 92                               | Москва — Мурманск                |

| Сезонное обращение поездов | Сезонное обращение поездов | Сезонное обращение поездов | Сезонное обращение поездов |
| № поезда                   | Маршрут движения           | № поезда                   | Маршрут движения           |
| -------------------------- | -------------------------- | -------------------------- | -------------------------- |
| 225                        | Мурманск — Адлер           | 226                        | Адлер — Мурманск           |
| 241                        | Мурманск — Москва          | 242                        | Москва — Мурманск          |
| 285                        | Мурманск — Новороссийск    | 286                        | Новороссийск — Мурманск    |
| 293                        | Мурманск — Анапа           | 294                        | Анапа — Мурманск           |